# Anton Karas

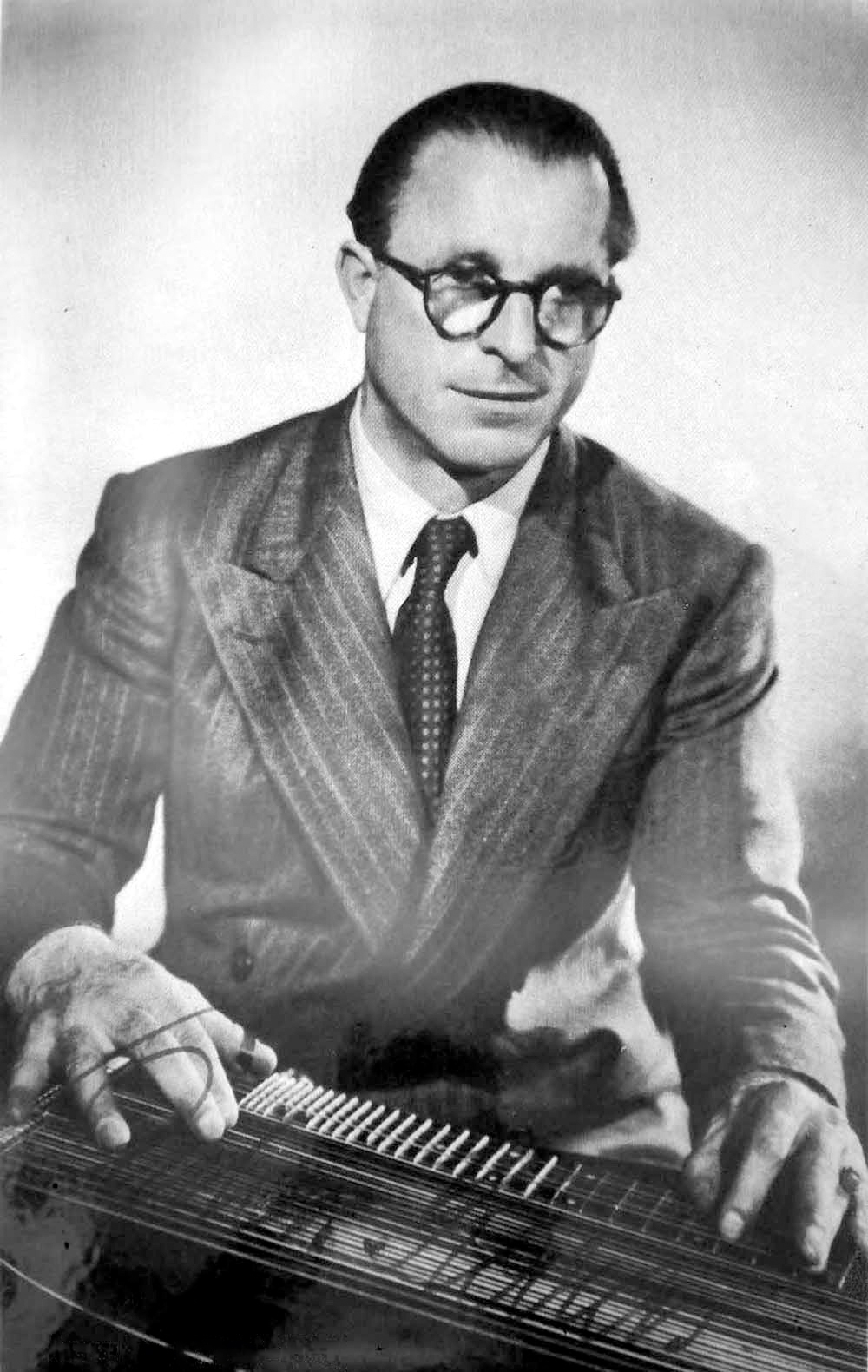
Karas auf einer Autogrammkarte (1951)

Anton Karl Karas (* 7. Juli 1906 in Wien; † 10. Jänner 1985 im 13. Wiener Gemeindebezirk Hietzing) war ein österreichischer Zitherspieler, Komponist und Gastwirt. Seine erfolgreichste Komposition war das Harry-Lime-Thema (englisch: The Third Man Theme) zu Carol Reeds Film Der dritte Mann.

## Leben
Karas wurde in der Marchfeldstraße 17 im Wiener Stadtteil Zwischenbrücken geboren. Bis zu seinem 19. Lebensjahr lebte er in der Leystraße 46. (Er ging auch dort in die Volksschule, Leystraße 34 zur Schule.) Das Grätzl ist ein Teil von Zwischenbrücken, der 1900 von der Leopoldstadt als Brigittenau (heute 20. Wiener Gemeindebezirk) abgetrennt worden war. Seine Eltern waren der Fabrikarbeiter Karl Josef Karas (1883–1959) und Theresia Streckel (1884–1946), die erst am 18. August 1907 heirateten. Er hatte vier Geschwister (Karl, Friedrich, Hermine und Maria).
Karas’ musikalisches Talent wurde zwar bereits in der Volksschulzeit erkannt, doch sein Berufswunsch Kapellmeister war unfinanzierbar. Stattdessen entschied der Vater, den Sohn ab 1920 eine Lehre zum Werkzeugschlosser absolvieren zu lassen, finanzierte ihm jedoch, wie auch seinen anderen Kindern, Musikunterricht. In der Umgebung erfreuten sich die fünf musizierenden Kinder einiger Bekannt- und Beliebtheit.
Bereits neben der Lehre besuchte Anton Karas Abendkurse an der privaten Pollux-Musikschule. Nach der Gesellenprüfung, 1924, hatte er zwar kurzzeitig eine Beschäftigung bei der Fross-Büssing KG im Fahrzeugbau, ihm wurde jedoch bereits im Jänner 1925 „aus Mangel an Arbeit“ gekündigt. Da er aber 1924 an der Wiener Musikakademie zu studieren begonnen hatte (was er bis 1928 auch weiter betrieb), scheint ihn dieses Problem wenig belastet zu haben: Er begann, als Partner des damals höchst berühmten Adolf Schneer, in Sieveringer Heurigenlokalen Zither zu spielen, und sein Einkommen war bald höher als das seines Vaters.
Am 14. Dezember 1930, keine drei Monate vor der Geburt seiner Tochter, heiratete er Katharina Perger (1901–1986). Von 1939 bis 1945 war er zur Flugabwehr der Wehrmacht eingezogen und zeitweise in Russland eingesetzt. Eine Zither hatte er stets dabei, wie unter anderem durch Fotos belegt ist, auf denen er vor Offizieren spielt. Mehrere Instrumente soll er im Zuge von Kriegshandlungen verloren haben, doch verstand er stets, sich Ersatz zu beschaffen.

## Internationale Karriere

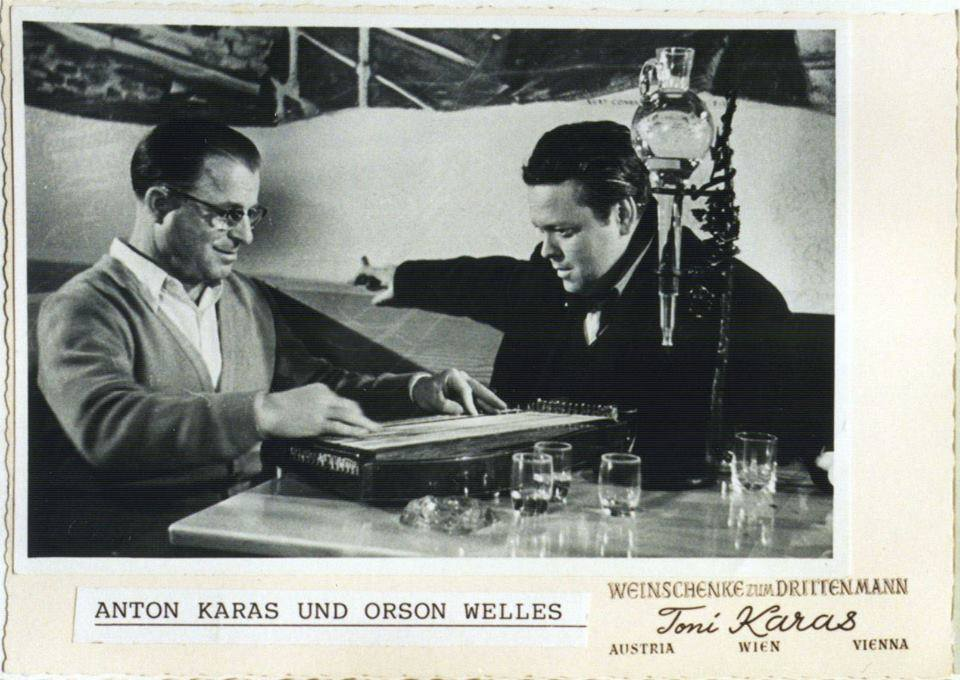
Anton Karas und Orson Welles in Karas’ Heurigem

1948 wurde er bei einem von Karl Hartl organisierten Heurigenabend vom englischen Filmregisseur Carol Reed entdeckt, der für seinen in Wien spielenden Film Der dritte Mann eine Begleitmusik suchte. Mit einem für diese Zeit gut dotierten Vertrag – Karas erhielt ein wöchentliches Honorar von 30 Pfund Sterling sowie 20 Pfund Taschengeld und sämtliche andere Spesen – ging er 1949 nach London, um in den Londons-Films-Studios der Brüder Alexander und Zoltan Korda die gesamte Filmmusik zu schaffen.

„Wie nun Karas zum Film kam, ist eine Geschichte für sich. Bekanntlich liegen in Sievering die Ateliers der ‚Wien-Film‘, deren Chef Karl Hartl ist. Da der bekannte Regisseur sein Wiener Herz nie verleugnete, ließ er bei seinen kleinen Gesellschaften immer einen echten Heurigenmusiker aufspielen. Sein Mitarbeiter Kolar verpflichtete dafür jedesmal Anton Karas. Anläßlich einer solchen Gesellschaft bedankte sich der englische Filmregisseur Carol Reed bei dem kleinen Musiker für die reizenden Zitherweisen und ließ ihn durch seinen Dolmetscher fragen, ob er nicht an einem Film mitwirken wolle. Karas nahm die Worte nicht ernst. Monate vergingen, bis er plötzlich eines Tages ins Hotel ‚Astoria‘ bestellt wurde, wo ihn Reed, der gerade seinen ‚Dritten Mann‘ in Wien drehte, empfing. Dort spielte er fast den ganzen Tag all seine Lieder vor, anschließend machte man Tonaufnahmen. Wieder gingen Monate ins Land, bis eines Tages ein Telegramm in Anton Karas' kleine Wohnung in Sievering flatterte: ‚Kommen Sie sofort nach London, die Arbeit beginnt.‘“

Dabei entstand das weltberühmte Harry-Lime-Thema, benannt nach der Filmfigur Harry Lime, das wesentlich zum legendären Erfolg dieses Films beitrug. Andere musikalische Neuschöpfungen, die Karas zu diesem Film beisteuerte, werden üblicherweise kaum zur Kenntnis genommen. Karas’ Arbeitsaufwand wird für die zwölf Wochen, die er dort beschäftigt war, mit „bis zu 14 Stunden täglich“ angegeben. Der unter Heimweh leidende Wiener wollte öfter aus dem Vertrag aussteigen und heimreisen, was Reed jedoch stets zu verhindern verstand. Karas formulierte später, gelegentlich „wie ein Sklave gehalten worden zu sein“.
Die eingängige Melodie wurde zum Erfolg, und der bis dahin außerhalb Wiens völlig unbekannte Interpret und Komponist zum umjubelten Musiker. Bereits drei Wochen nach Erscheinen des Films waren 100.000 Schallplatten verkauft; in anglophonen Ländern wurde der Film mitunter bloß The Zither Film genannt. In den USA war Karas der erste Österreicher, der die Hitliste anführte. Er ging auf mehrere längere Tourneen, auf denen er u. a. vor Prinzessin Margaret, Königin Juliana, Mitgliedern des schwedischen Königshauses, Papst Pius XII. und dem japanischen Kaiser Hirohito auftrat, und litt nach eigenen Angaben dabei stets unter Heimweh. Nach der ersten größeren Tournee durch Europa und die USA wurde er im Juli 1950 von Bundeskanzler Leopold Figl und anderen Regierungsmitgliedern am Flughafen begrüßt.
Aus den Einnahmen aus dem Verkauf der Schallplatten und der hohen Tantiemen für das Harry Lime-Thema eröffnete Karas 1954 in Sievering das Nobelheurigenlokal Zum dritten Mann, das zwar zum „verpflichtenden“ Programmpunkt internationaler Stars und zur internationalen Touristenattraktion wurde, den Künstler Karas jedoch nicht befriedigte: Anlässlich seiner Pensionierung 1966 gab er es auf. Er notierte später, dass es ihm lieber gewesen wäre, in gewöhnlichen Lokalen vor gewöhnlichem Wiener Publikum aufzutreten, das ihn, seine Sprache und seine Musik verstehe. Nach seinem Tod wurde Karas in einem ehrenhalber gewidmeten Grab auf dem Sieveringer Friedhof (Gruppe 28, Reihe 9, Nummer 9/10) bestattet.

## Ehrungen
- 1976 Goldenes Verdienstzeichen des Landes Wien
- 1990 Benennung einer öffentlichen Verkehrsfläche in Anton-Karas-Platz im 19. Wiener Gemeindebezirk Döbling[7]
- 2006 Enthüllung einer Gedenktafel am Haus Leystraße 46 in Wien-Brigittenau[3]

## Trivia

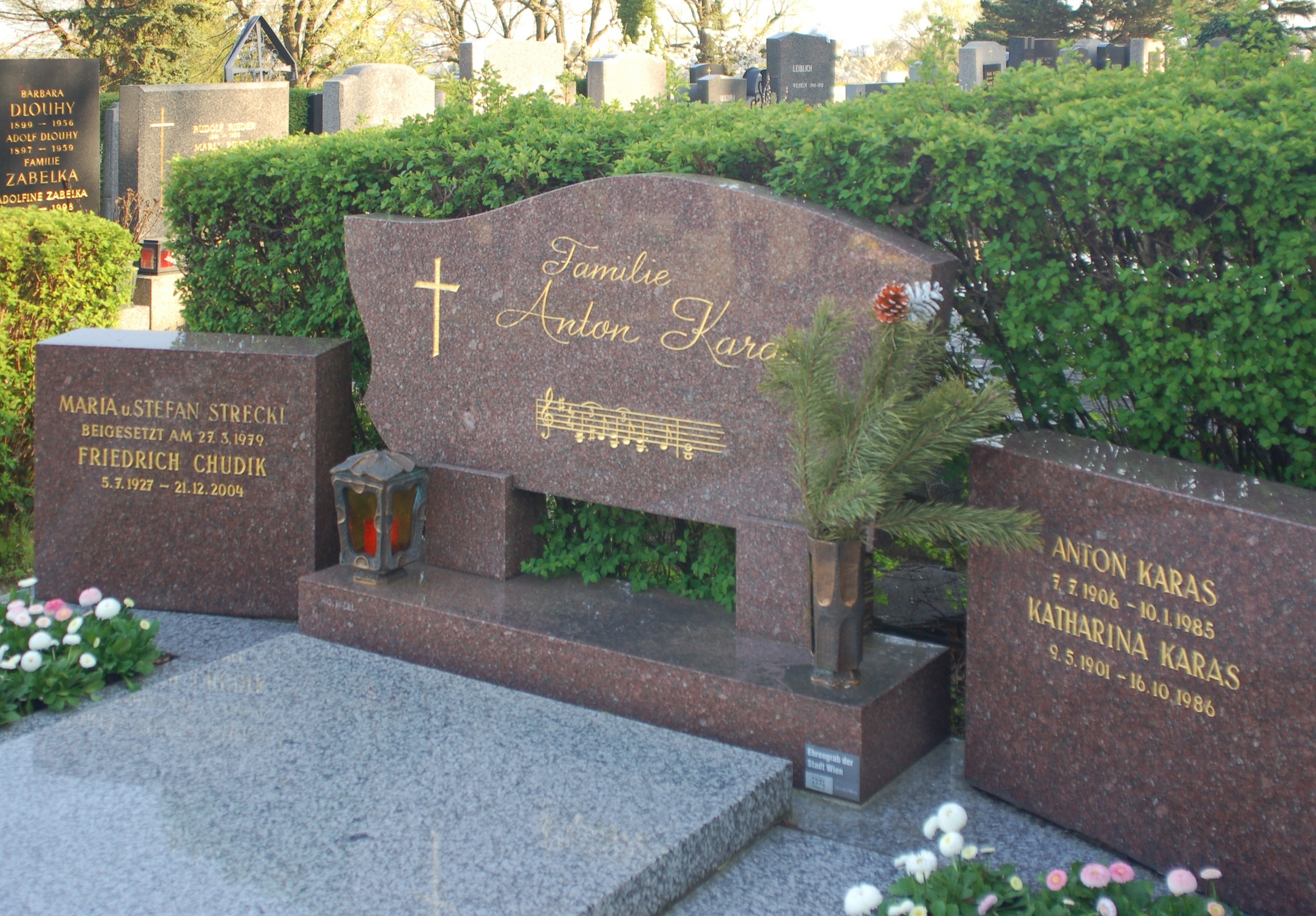
Grabstätte auf dem Sieveringer Friedhof

- Um das Zusammentreffen von Reed und Karas ranken sich Legenden – historisch gesichert ist bis heute nichts davon.
- Im Oktober 1955 durfte Karas zu den Feierlichkeiten anlässlich der Wiederherstellung der Unabhängigkeit Österreichs aufspielen. Dass sein berühmtestes Stück dabei nicht fehlte, versteht sich.
- Der Film mit Karas’ Zithermusik gilt als einer der erfolgreichsten Kulturexporte des Nachkriegs-Wien.
- Ansprüche anderer auf die Urheberschaft von „Toni“ Karas an seinem weltberühmten Werk gab es, doch wurden sie niemals erfolgreich eingeklagt. Von den wenigen Kompositionen, die Karas überhaupt schuf, hatte keine einzige auch nur annähernd ähnlichen Erfolg.

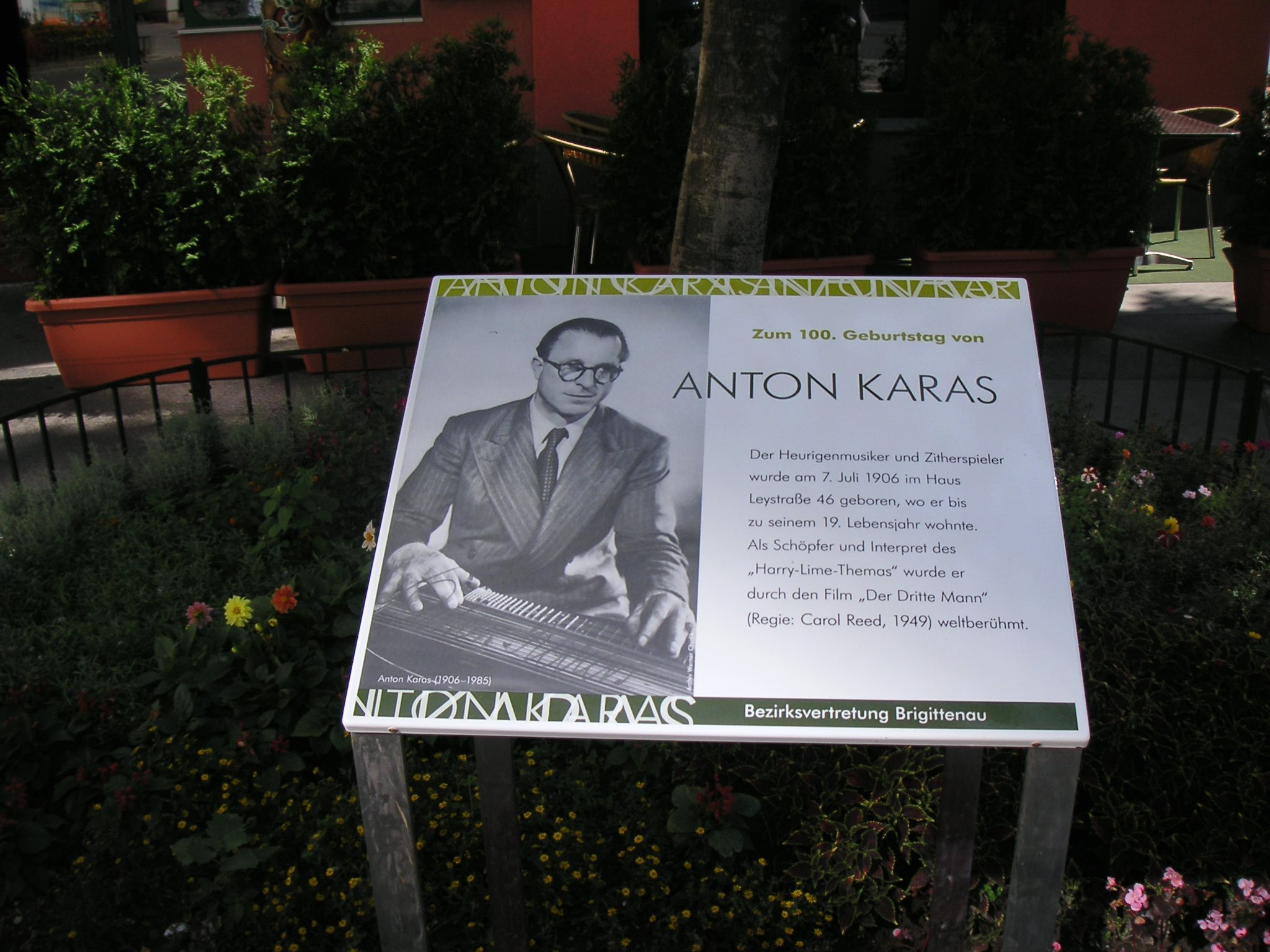
Gedenktafel in Wien-Brigittenau